# فرنسيسكو ريس فيريرا
فرنسيسكو ريس فيريرا (بالبرتغالية: Francisco Reis Ferreira‏) (26 مارس 1997 في البرتغال - ) هو لاعب كرة قدم برتغالي في مركز الدفاع. شارك مع منتخب البرتغال تحت 17 سنة لكرة القدم ومنتخب البرتغال تحت 19 سنة لكرة القدم. أما مع النوادي، فقد لعب مع S.L. Benfica B ‏.

## وصلات خارجية
- فرنسيسكو ريس فيريرا على موقع الاتحاد الأوربي (الإنجليزية)
- فرنسيسكو ريس فيريرا على موقع قاعدة بيانات كرة القدم.إي يو (الإنجليزية)
- فرنسيسكو ريس فيريرا على موقع Soccerway.com (الإنجليزية)
- فرنسيسكو ريس فيريرا على موقع عالم كرة القدم.نت (الإنجليزية)